# Сукромни
Сукромни (рос. Сукромны) — село в Бежецькому районі Тверської області Російської Федерації.
Населення становить 488 осіб. Входить до складу муніципального утворення Сукроменське сільське поселення.

## Історія
Від 2005 року входить до складу муніципального утворення Сукроменське сільське поселення.

## Населення
| 1859 | 1897 | 1989 | 2008 | 2010 |
| ---- | ---- | ---- | ---- | ---- |
| 569  | ↘566 | ↘439 | ↗537 | ↘488 |